# Louis Gueuning
Louis Gueuning, né le 5 mars 1898 à Braine-le-Comte et mort à Ath le 11 novembre 1971, est un professeur et homme politique belge. 
Professeur de lettres classiques à Arlon, Soignies et Leeuw-Saint-Pierre, il fut en politique engagé au sein du Verdinaso en premier et au sein du Groupe Gueuning après 1940.

## Biographie
Né en 1898 à Braine-le-Comte, Louis Gueuning étudie les lettres classiques à l'université catholique de Louvain où il obtient son doctorat en 1920.
La même année, il commence sa carrière de professeur de lettres classiques (Grec-Latin-Français) à Arlon. Il y reste quelques années et y participe au développement de la vie culturelle luxembourgeoise via les diverses activités du musée d'archéologie d'Arlon, avant de rejoindre un collège à Soignies en 1931. Il y fonde le groupe Pan en 1934, qui publie une revue trimestrielle de poésie.
Homme simple, bon vivant, poète à ses heures perdues, souvent décrit comme le contraire absolu de l'homme pressé et stressé, il fut selon les dires de ses proches serein en toutes circonstances : « La première fois que j'ai rencontré Louis Gueuning, j'ai été frappé par sa simplicité, sa sérénité et sa souveraineté. Il venait lui-même ouvrir la porte ; l'abord est direct, facile. Plus tard, j'ai compris que c'est un homme qui aime la vie et ses pauvres petites joies fragiles : la maison, l'enclos, les bois, le farniente sous l'ombrage, le paysage familier : il aime ce qu'il fait, il aime son métier et il aime la vie des autres. Tout ce qui est beau, il l'aime et ce qui l'exaspère le plus, c'est la laideur. Il est serein, ce qui l'a fait taxer de frigidité et de paresse d'âme. Il sait que ce qui doit arriver arrive ; mais il fait aussi tout — tout ce qui est possible, et parfois même un peu plus — afin que ce qui doit arriver arrive au plus tôt et au plus vite. Serein, c'est le contraire d'agité, de pressé, d'impatient ; le génie, c'est une longue patience dit Goethe. Oui une longue patience, ce qui signifie : constance dans la conception, dans la réalisation, dans l'exécution ; confiance dans les êtres et les choses. Pour être serein, il faut être souverain. La souveraineté veut dire : liberté, être son propre maître, n'appartenir à personne. Homme issu du peuple, Louis Gueuning a les allures d'un grand seigneur et le comportement d'un prince. Prince de l'esprit, il l'est, et ses vertus sont princières. 2 000 ans d'histoire font escorte à sa noble démarche, à sa droite stature et à cette grâce bienveillante et retenue qui le caractérise. »
Poussé par son métier d'éducateur et d'humaniste, Gueuning se décide à se lancer en politique afin de s'occuper du problème belge qui selon lui est d'abord spirituel, et le seul moyen de le résoudre est selon lui l'investigation de sa personne en politique. Il continue sa carrière politique tout en exerçant son métier de professeur au Collège Albert et Isabelle dès 1950 et ce jusqu'à sa retraite en 1968 à l'âge de 70 ans. 
Louis Gueuning s'éteint en 1971 à l'âge de 73 ans, dans la ville d’Ath, dans sa province natale.

## Vie politique
Cherchant un parti qui s'investisse réellement au peuple, Gueuning rejoignit le Verdinaso en 1939 et en défendit les idées jusqu'à sa mort en 1971. On peut résumer la politique fondamentale de Louis Gueuning en trois grands points :
- restaurer une conception juste de la vie et de l'homme envers chaque citoyen ;
- instaurer une nouvelle politique nationale en utilisant une révolution d'un type essentiellement classique, en vue de l'instauration d'un gouvernement pour le peuple, fondé autour du Roi ;
- restauration des vertus de la noblesse mais aussi à la création d'une nouvelle forme de noblesse, une noblesse ayant un style de vie noble sans pour autant posséder un titre. Pourtant, il ne réalise pas toujours ce qu'il désire.

Il réussit à instaurer diverses actions. En 1941, il crée une institution, via l'ordre Joris Van Severen, qui devient la première résistance nationale contre l'occupant allemand en Belgique. Gueuning et ses collaborateurs doivent agir dans le plus grand secret durant toute la guerre.
Dès la fin de la guerre, il prône, de juillet 1945 jusqu'à la fin 1949, une politique défendant le souverain belge en place, Léopold III, durant la Question royale. Par la suite, à la fin de la Question royale, Gueuning se montre en pourfendeur des romantiques politiciens, les considérant comme des romantiques destructeurs. Destructeurs car cela détruit toutes les formes, toutes les normes, toutes les valeurs des hommes, et crée des tensions inutiles, comme les tensions linguistiques auxquelles il est résolument opposé. Selon lui, elles vont conduire la Belgique à sa propre perte, « il n'y a que des Belges et pas autre chose en nos contrées » [réf. nécessaire].
Les problèmes linguistiques belges viendraient du dialogue inefficace entre Belges qui ne s'écoutent pas alors qu'un peu d'autorité enlèverait le désordre présent dans ces dialogues. Gueuning souhaite donc résoudre tous ces problèmes, pour que les Belges puissent se concentrer sur les autres défis nationaux qu'ils auraient à relever dans le futur.

### Gueuning et le Verdinaso
Fervent partisan des idées du Verdinaso et par conséquent de Joris Van Severen, Louis Gueuning rejoint le Verdinaso en 1939 à la suite d'une conférence de Van Severen sur l'unité historique des Pays-Bas. Il est séduit par les idées avancées par celui-ci et y adhère afin de faire avancer les choses. Toutefois, peu de temps après, la Seconde Guerre mondiale éclate, mettant ainsi fin aux rêves de réforme de Van Severen et de Gueuning. La guerre met non seulement fin à leurs rêves, mais elle permet aussi au gouvernement belge de faire déporter Van Severen, en France, afin de le juger et de le condamner à la peine capitale. Il fut déporté le 4 mai 1940 et exécuté dans les semaines qui suivirent, le 20 mai 1940. Cet assassinat fit perdre sa solidité interne au Verdinaso. Celui-ci se scinda alors, un groupe rejoignit le parti unique des nationalistes flamands, le VNV, l'autre, resté fidèle aux idéaux du Verdinaso et à Van Severen, se forma autour de Louis Gueuning et prit le nom de Groupe Gueuning.
Ancien dirigeant des provinces romanes pour le Verdinaso, Gueuning devint donc président de parti dès le 4 mai 1940. Lors de sa présidence, il fait créer divers journaux et périodiques, dont le Cri du Peuple et l'Actualité Politique. Il prend part à de nombreuses campagnes contre des décisions européennes, pour la défense du roi Léopold III et de l'armée belge.
Il s'entoure notamment du notaire André Belmans, de Luc Delafortrie et d'autres membres de l'ancien Verdinaso qui pouvaient l'aider dans sa quête.
Gueuning et son groupe veulent, tout comme Van Severen et le Verdinaso avant eux, instaurer une nouvelle forme de gouvernance du pays. En créant un gouvernement de Salut Public, ils voulaient supprimer ainsi les partis politiques, qui amènent plus de problèmes que de solutions selon eux. Ce gouvernement se constituerait autour du Roi, avec sa Majesté pour instituteur dudit gouvernement. Pourtant, malgré la volonté et les idées qu'il défendit, peu de choses changèrent dans la société belge de son temps, et le séparatisme qu'il avait en horreur, ne cessa de grandir après sa mort.

## Publications
Au cours de sa vie, Louis Gueuning a publié principalement des journaux, dont Le Cri du Peuple (1952-1971) et l'Actualité Politique (1945-1949).
Il a aussi publié quelques ouvrages rédigés par lui, ou rédigés pour lui mais publiés en son nom. C'est notamment le cas de l'ouvrage Louis Gueuning. 70.1898 – 5-III-1968, Liber amirocum, Kraainem, Peeters, 1968 ou encore de Petit testament d'un éducateur. 1920-1970, Crainhem, Fondation Louis Gueuning, 1971.

## Récompenses et distinctions
Louis Gueuning n'a jamais reçu de décoration, même s'il a fondé diverses institutions et associations qui lui rendent hommage via la fondation qu'il crée en 1968, et qui porte son nom, la fondation Louis Gueuning - dont la charte reprend ses grandes idées étant donné que c'est lui qui en a écrit les principaux articles.